# Bernt Engelmann

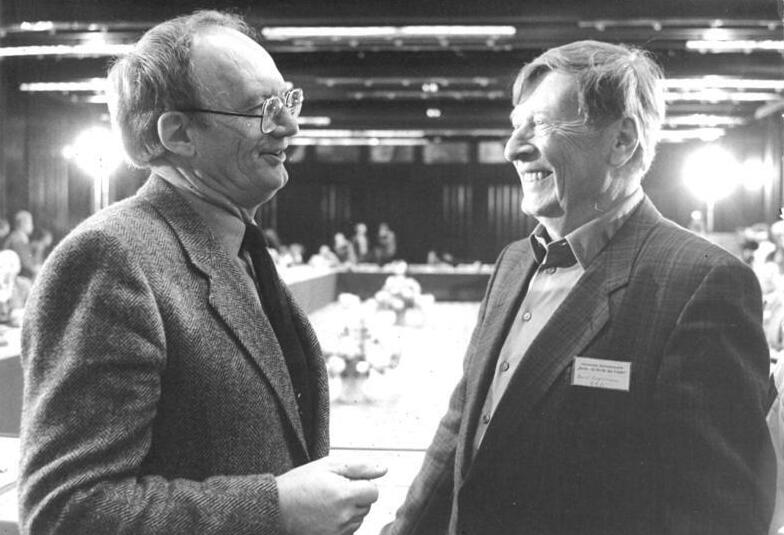
Engelmann 1987 (rechts), zusammen mit Hermann Kant

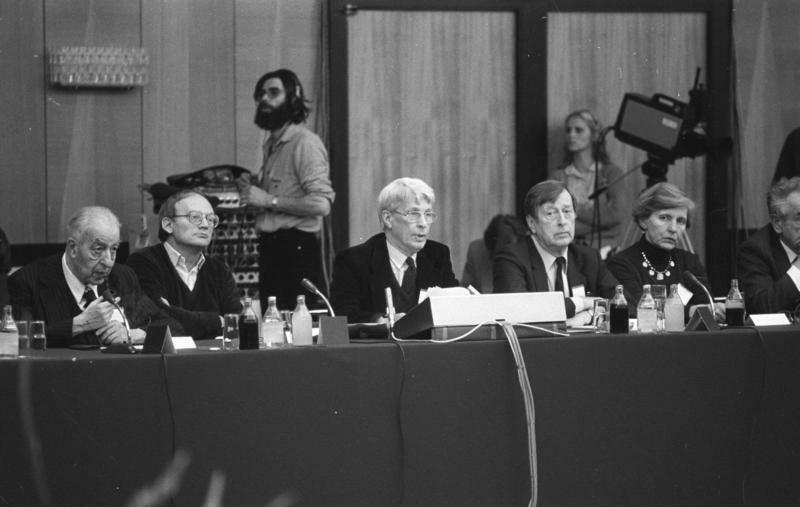
Bernt Engelmann (2. von rechts)

Bernt Engelmann (* 20. Januar 1921 in Berlin; † 14. April 1994 in München) war ein deutscher Schriftsteller und Journalist. Mit über 15 Millionen gedruckten Büchern gilt er als einer der erfolgreichsten „Sach- und Aufdeckungsautoren“ der Bundesrepublik Deutschland.

## Leben
Engelmann ist ein Urenkel des Verlegers Leopold Ullstein und verbrachte seine Kindheit in seiner Heimatstadt Berlin. Im Alter von elf Jahren zog seine Familie nach Düsseldorf, wo er 1938 an der Lessing-Oberschule sein Abitur machte. Unmittelbar danach wurde er zum Reichsarbeitsdienst und anschließend zur Luftwaffe eingezogen. Offensichtlich aufgrund einer im Dienst erlittenen Verletzung oder Verwundung schied er aus der Wehrmacht aus und begann 1942 zu studieren. Nebenher verdiente er seinen Lebensunterhalt als Übersetzer und Redakteur.
Gegen Ende der Diktatur des Nationalsozialismus schloss sich Engelmann einer Widerstandsgruppe an, wurde zweimal von der Gestapo verhaftet und 1944 wegen „Judenbegünstigung“ in den Konzentrationslagern Flossenbürg, Hersbruck und Dachau inhaftiert. Im Außenlager Hersbruck des Konzentrationslagers Flossenbürg erhielt er die Häftlingsnummer 28738. Den Gestapobeamten, der seine Mutter und ihn verhaftet, seine Freunde verhört und misshandelt hatte, traf er nach dem Krieg in Köln wieder, wo jener als Leiter der Politischen Polizei tätig war.
Nach dem Zweiten Weltkrieg begann Engelmann ein Journalistikstudium. Während dieser Zeit schrieb er für Gewerkschaftszeitungen. Danach war er als Reporter und Redakteur zunächst beim Spiegel, später beim NDR-Magazin Panorama tätig. Ab Ende der 1950er Jahre war eine seiner Grundhaltungen, gegen die in der BRD staatlicherseits gehandhabte Vertuschung von Kriegsverbrechen, die während der Zeit des Nationalsozialismus von Deutschen begangen worden waren und die Duldung von NS-Tätern in staatlichen, politischen und polizeilichen Führungsbereichen polemisch vorzugehen. Das betraf vor allem die Veröffentlichung von Texten zu solchen Erscheinungen und die betreffenden Personen sowie ihre Vergangenheit. Ab 1962 betätigte er sich fast ausschließlich als Publizist und veröffentlichte bis zu seinem Tod 1994 jährlich ein bis zwei Sachbücher. 1977 bis November 1983 war er Vorsitzender des Verbands deutscher Schriftsteller (VS) in der IG Druck und Papier. In dieser Zeit setzte er sich für die soziale Absicherung freier Journalisten und Schriftsteller ein. Mit auf seine Initiative geht die Künstlersozialversicherung zurück. Darüber hinaus war Engelmann Mitglied der SPD, der IG Metall und von 1972 bis 1984 Mitglied im Präsidium des westdeutschen PEN-Zentrums.
Wegen seiner Kontakte als VS-Funktionär zum Schriftstellerverband der DDR war er z. T. umstritten. 1984 wurde er mit dem Heinrich-Heine-Preis des Ministeriums für Kultur der DDR ausgezeichnet.
Engelmann lebte zuletzt in Rottach-Egern in den Bayerischen Voralpen. Dort ist er auch begraben.

## Rücktritt als VS-Vorsitzender
Ende 1983 forderten 50 Schriftsteller, darunter Heinrich Böll, Günter Grass, Sarah Kirsch und Siegfried Lenz seinen Rücktritt als VS-Vorsitzender. Anlass war ein Telegramm, das Engelmann als Vorsitzender des Verbandes deutscher Schriftsteller gemeinsam mit dem westdeutschen PEN-Zentrum an den polnischen General Wojciech Jaruzelski geschickt hatte. Darin hatte er gegen die Auflösung des polnischen Schriftstellerverbandes protestiert und „die umgehende Zulassung“ eines Verbandes gefordert, „der die Interessen der Autoren“ vertritt. Diese Forderung wurde später von Günter Grass als die Aufforderung gegeißelt, „einen Verband von Quislingen“ (Kollaborateuren) „ins Leben zu rufen“. Außerdem wurde Engelmann vorgeworfen, zu nachgiebig gegenüber der polnischen Diktatur gewesen zu sein. Nach Hubertus Knabe war der Kernsatz: „Bernt Engelmann hat von uns kein Mandat, als Vorsitzender des VS Kollegen Zensuren zu erteilen und Denkverbote auszuteilen.“

## Positionen zum Algerienkrieg
Schon in seinen Spiegel-Jahren galt Engelmann – neben Gert von Paczensky – als einer der wenigen westdeutschen Journalisten, die sich positiv zum Algerischen Unabhängigkeitskrieg positionierten und nicht die verbreitete profranzösische Position vertraten. In dieser Zeit erschien im Spiegel auch ein Artikel von Si Mustapha-Müller, in dem dieser über die Arbeit des von ihm geleiteten Rückführungsdienstes für Fremdenlegionäre berichten konnte, dessen Aufgabe es war, in Algerien Fremdenlegionäre zur Fahnenflucht aufzurufen und sie in ihre Heimatländer zurückzubringen.

## „Ratten und Schmeißfliegen“
Der von Engelmann vertretene Presseausschuss Demokratische Initiative 1978 verwies in einer Broschüre auf die später von Strauß selbst eingestandene Tatsache, Franz Josef Strauß sei während des Dritten Reiches „Offizier für wehrgeistige Führung“ gewesen. Engelmann beabsichtigte damit, Strauß zu einem Prozess zu provozieren. Strauß reagierte jedoch mit der Äußerung, er führe „gegen Ratten und Schmeißfliegen“ keine Prozesse. Diese Äußerung sorgte insbesondere vor der Bundestagswahl 1980 für politische Kontroversen. Edmund Stoiber wiederholte den Vergleich 1980 als ausschließlich gegen Engelmann und seine „seit Jahrzehnte[n] geführten ‚Verleumdungs- und Denunziationskampagnen‘ gegen die CSU und ihren Vorsitzenden“ gerichtet. Gert Heidenreich verfasste 1981 eine Dokumentation unter dem Titel Die ungeliebten Dichter. Die Ratten-und-Schmeißfliegen-Affäre, zu der Engelmann das Nachwort beisteuerte.

## Verbindung zur DDR-Staatssicherheit
Anfang der 1990er Jahre stand Engelmann in der Kritik, da er für seine Bücher Material verwendet hatte, das ihm aus der DDR vom Ministerium für Staatssicherheit zugespielt worden war. In der Diskussion wurde die Herkunft des Materials kritisiert und teilweise seine Richtigkeit in Frage gestellt. Dirk Banse und Michael Behrendt behaupteten am 19. Juni 2004 in der Welt aufgrund eines Statistikbogens der Rosenholz-Dateien und nach Informationen des ehemaligen Stasi-Offiziers Günter Bohnsack, dass Engelmann seit 1982 als Inoffizieller Mitarbeiter „Albers“ beim Ministerium für Staatssicherheit geführt worden sei.

## Publikationen
Insgesamt verfasste Engelmann rund 50 Bücher mit einer Gesamtauflage von über 15 Millionen Exemplaren weltweit. Zusammen mit Paczensky publizierte Engelmann 1966 bis 1967 die Zeitschrift Deutsches Panorama. Bereits ab 1962 arbeitete er als freier Schriftsteller und verfasste hauptsächlich Sachbücher. In seinen „Anti-Geschichtsbüchern“ verwendete er ein Geschichtsbild „von unten“; nicht die Herrschenden standen im Fokus seiner Geschichte(n), sondern die Beherrschten.

### 1974Großes Bundesverdienstkreuz
Daneben schrieb Engelmann auch zwei Romane mit realem Hintergrund: In Großes Bundesverdienstkreuz beschäftigte er sich mit dem wirtschaftlichen Aufstieg des Industriellen Fritz Ries und dessen Einfluss auf ranghohe Politiker.

### 1977Hotel Bilderberg
In seinem Buch Hotel Bilderberg beschrieb er die Entstehung der westlichen Nachkriegseliten am Beispiel der Bilderberg-Konferenz, organisiert von Bernhard zur Lippe-Biesterfeld (der „Prinz der Niederlande“).

## Werke (Auswahl)
- 1963 Meine Freunde, die Millionäre. Ein Beitrag zur Soziologie der Wohlstandsgesellschaft nach eigenen Erlebnissen. Schneekluth, Darmstadt
- 1964 Meine Freunde, die Waffenhändler: Kleine Kriege, grosse Geschäfte. Bastei Lübbe, Bergisch Gladbach
- 1965 Deutschland-Report. Exlibris
- 1965 Das eigene Nest – ein Panorama bundesdeutscher Gegenwart. Schneekluth Verlag
- 1966 Meine Freunde die Manager. Ein Beitrag zur Erklärung des deutschen Wunders
- 1967 66 Zeitgenossen. Berühmt, bestaunt, bewundert
- 1967 Schützenpanzer HS 30 – Starfighter F-104 G, oder wie man unseren Staat zugrunde richtet. Kurt Desch
- 1968 Die Macht am Rhein, Fortsetzung zu Meine Freunde die Millionäre
- 1968 Die goldenen Jahre – Die Sage von Deutschlands glücklicher Kaiserzeit
- 1970 Deutschland ohne Juden. Eine Bilanz
- 1971 Die vergoldeten Bräute. Wie Herrscherhäuser und Finanzimperien entstehen
- 1971 O wie oben. Wie man es schafft, ganz O zu sein
- 1972 Das Reich zerfiel, die Reichen blieben. Deutschlands Geld- und Machtelite (Mit Rangliste der 500 großen alten Vermögen). Hoffmann& Campe
- 1972 Meine Freunde, die Geldgiganten. Die Macht am Rhein: Der alte Reichtum / Die neuen Reichen. Schneekluth Verlag
- 1972 Schwarzbuch: Franz Josef Strauß. Kiepenheuer & Witsch
- 1973 Drehbuch "Libero"
- 1973 Ihr da oben – wir da unten (mit Günter Wallraff). Kiepenheuer&Witsch
- 1973 Schwarzes Kassenbuch. Die heimlichen Wahlhelfer der CDU/CSU
- 1974 Großes Bundesverdienstkreuz (Tatsachenroman). AutorenEdition
- 1974 Wir Untertanen. Ein Deutsches Anti-Geschichtsbuch. Bertelsmann
- 1975 Einig gegen Recht und Freiheit – Deutsches Anti-Geschichtsbuch 2. Teil. Bertelsmann
- 1976 Schwarzbuch: Strauß, Kohl und Co. Kiepenheuer & Witsch
- 1977 Hotel Bilderberg. Ein Tatsachenroman. AutorenEdition
- 1977 Trotz alledem. Deutsche Radikale 1777–1977. Bertelsmann
- 1978 Hrsg.: VS vertraulich. IV. Schriftstellerkongreß Dortmund und die Folgen. Goldmann
- 1978 Trotz alledem. Horen der Freundschaft. Bertelsmann
- 1979 Preußen: Land der unbegrenzten Möglichkeiten. Goldmann, ISBN 3-442-11300-8
- 1979 Eingang nur für Herrschaften. Karrieren über die Hintertreppe. Goldmann
- 1980 Das neue Schwarzbuch Franz Josef Strauß. TB Kiepenheuer, ISBN 3-462-01390-4
- 1980 Wie wir wurden, was wir sind. Von der bedingungslosen Kapitulation zur unbedingten Wiederbewaffnung. Bertelsmann; 1982, TB Goldmann, ISBN 3-442-06388-4
- 1980 Die andere Bundesrepublik. Geschichte und Perspektiven. Hrsg. Karl Rupp, Guttandin & Hoppe, ISBN 3-922140-08-4
- 1980 Die Laufmasche. Tatsachenroman. AutorenEdition; 1982, TB rororo, ISBN 3-499-14882-X
- 1981 Wir sind wieder wer. Auf dem Weg ins Wirtschaftswunderland. Bertelsmann, ISBN 3-570-00158-X
- 1981 Was lange gärt, wird endlich Wut. Der Fall Hansen. Konkret Literatur Verlag, ISBN 3-922144-15-2
- 1982 Im Gleichschritt marsch. Wie wir die Nazizeit erlebten. Kiepenheuer & Witsch; 1984, TB Goldmann, ISBN 3-442-06727-8. Auf Englisch als:

In Hitler's Germany. Pantheon New York 1987.
- 1982 Hrsg.: Es geht, es geht …Zeitgenössische Schriftsteller und ihr Beitrag zum Frieden – Grenzen und Möglichkeiten. Goldmann, ISBN 3-442-06561-5
- 1982 Weissbuch Frieden. TB Kiepenheuer & Witsch, ISBN 3-462-01514-1
- 1983 Auf gut deutsch. Ein Bernt-Engelmann-Lesebuch, hrsg. Lothar Menne. Goldmann, ISBN 3-442-06539-9
- 1983 Bis alles in Scherben fällt. Wie wir die Nazizeit erlebten 1939–1945. Kiepenheuer & Witsch; 1985, TB Goldmann, ISBN 3-442-06786-3
- 1984 Du deutsch? Geschichte der Ausländer in unserem Land. Bertelsmann; 1987, TB Goldmann, ISBN 3-442-08657-4
- 1984 So deutsch wie möglich, möglichst deutsch. Goldmann,  ISBN  3-442-06707-3
- 1984 Vorwärts und nicht vergessen. Vom verfolgten Geheimbund zur Kanzlerpartei. Wege und Irrwege der deutschen Sozialdemokratie (Vorwort von Willy Brandt). Bertelsmann
- 1985 Über den Haß hinaus. Texte zum 8. Mai 1945. Weltkreis Verlag, ISBN 3-88142-336-2
- 1986 Die unfreiwilligen Reisen des Putti Eichelbaum. Bertelsmann, ISBN 3-570-01716-8
- 1986 Schwarzbuch. Das Kohl&Co-Komplott. Steidl, ISBN 3-88243-066-4
- 1986 Das ABC des großen Geldes. Macht und Reichtum in der Bundesrepublik – und was man in Bonn dafür kaufen kann. Verlag der Nation, ISBN 3-373-00162-5
- 1986 Krupp. Die Geschichte eines Hauses. Legende und Wirklichkeit. Goldmann Wilhelm GmbH, ISBN 978-3-442-11924-0
- 1987 Wir hab’n ja den Kopf noch fest auf dem Hals. Die Deutschen zwischen Stunde Null und Wirtschaftswunder. Kiepenheuer & Witsch, ISBN 3-462-01688-1
- 1988 Richter zwischen Recht und Macht. Ein Beitrag zur Geschichte der deutschen Strafjustiz von 1779–1918. Pahl-Rugenstein, ISBN 3-7609-1228-1
- 1989 Rechtsverfall, Justizterror und das schwere Erbe. Ein Beitrag zur Geschichte der deutschen Strafjustiz 1919 bis heute. Pahl-Rugenstein, ISBN 3-7609-1229-X
- 1990 Deutsche Geschichte in Geschichten. Hrsg. von Klaus Ziermann. Verlag der Nation, ISBN 3-373-00390-3
- 1990 Was ist Geschichte? Vorwort zu: Otto Oertel, Als Gefangener der SS, Oldenburg 1990, ISBN 3-8142-0238-4
- 1994 Berlin. Eine Stadt wie keine andere. Steidl, ISBN 3-88243-309-4
- 1994 Die Beamten. Unser Staat im Staate. Steidl, ISBN 3-88243-236-5
- 1994 Schwarzbuch Helmut Kohl oder: wie man einen Staat ruiniert. (PDF; 1,2 MB) Steidl, ISBN 3-88243-278-0